# Bibi Johns
Gun Birgit Bibi Johns (uttal: /jɔns/), tidigare Pfleghar, ursprungligen Gun Birgit Johnsson, född 21 januari 1929 i Arboga stadsförsamling, är en svensk sångerska och målare.

## Biografi
Bibi Johns började sin karriär tidigt, sjöng på skolavslutningar hemma i Arboga och debuterade som trettonåring på ett Barnens dag-evenemang. Efter avslutad skolgång sökte hon till konstskola för att utbilda sig till reklamtecknare. I Stockholm kom hon i kontakt med den musikaliska showgruppen Vårat gäng, där hon debuterade 1946 och därefter kom att  turnera med i ett och ett halvt år. Sedan följde engagemang som vokalist hos Carl-Henrik Norin och senare hos Thore Swanerud. År 1951 medverkade hon som Bibbi Johnson i Povel Ramels inspelningar av Uti skogen skall vi gå och Den gamla vaktparaden.
1951 reste hon till USA där hon fick engagemang på en nattklubb. Hon kom i kontakt med skivbolaget RCA Victor och fick sitt artistnamn Bibi Johns. Efter något år i USA lockades hon över till Västtyskland där hon snabbt gjorde karriär. Bibi Johns var den första i raden av svenska schlagersångerskor som gjorde succé i Västtyskland, och det är främst hennes tid i Västtyskland under 1950- och 60-talen som givit henne berömmelse. Under åren i Västtyskland medverkade hon även i 20-talet filmer.
I början av 1960-talet kom hon hem till Sverige för att turnera i folkparkerna och spela revy på Liseberg. På hemmaplan fick hon nu skivframgångar med låtar som Leka med elden, Bröllopet och inte minst Svensktoppsettan Bibbi's Bossa Nova, som tillbringade 21 veckor på listan sommaren 1963.
Men det är i Tyskland Bibi Johns har haft sina allra största framgångar. Hon har varit programledare för flera västtyska TV-program. Hon har även lett program i brittisk TV. I Sverige var hon programledare för Melodifestivalen 1983, eftersom Eurovision Song Contest samma år avgjordes i Västtyskland.
Bibi Johns har även gjort karriär som målare. 1975 började hon ta privatlektioner i München och gick sedan på en konstskola i Salzburg. Hon har sedan haft utställningar i flera tyska städer med sin konst som går i en fotorealistisk stil.

## Filmografi (urval)
- 1954 – Flicka med melodi
- 1954 – An jedem Finger zehn
- 1959 – La paloma
- 1971 – Glückspilze